# دون روبنز
دون روبنز (بالإنجليزية: Don Robbins)‏ هو لاعب كرة قدم أمريكية أمريكي، ولد في 1934 في فورت وورث في الولايات المتحدة.